# Cis leoi
Cis leoi es una especie de coleóptero de la familia Ciidae.

## Distribución geográfica
Habita en el Sureste de Brasil.